# Droit danois

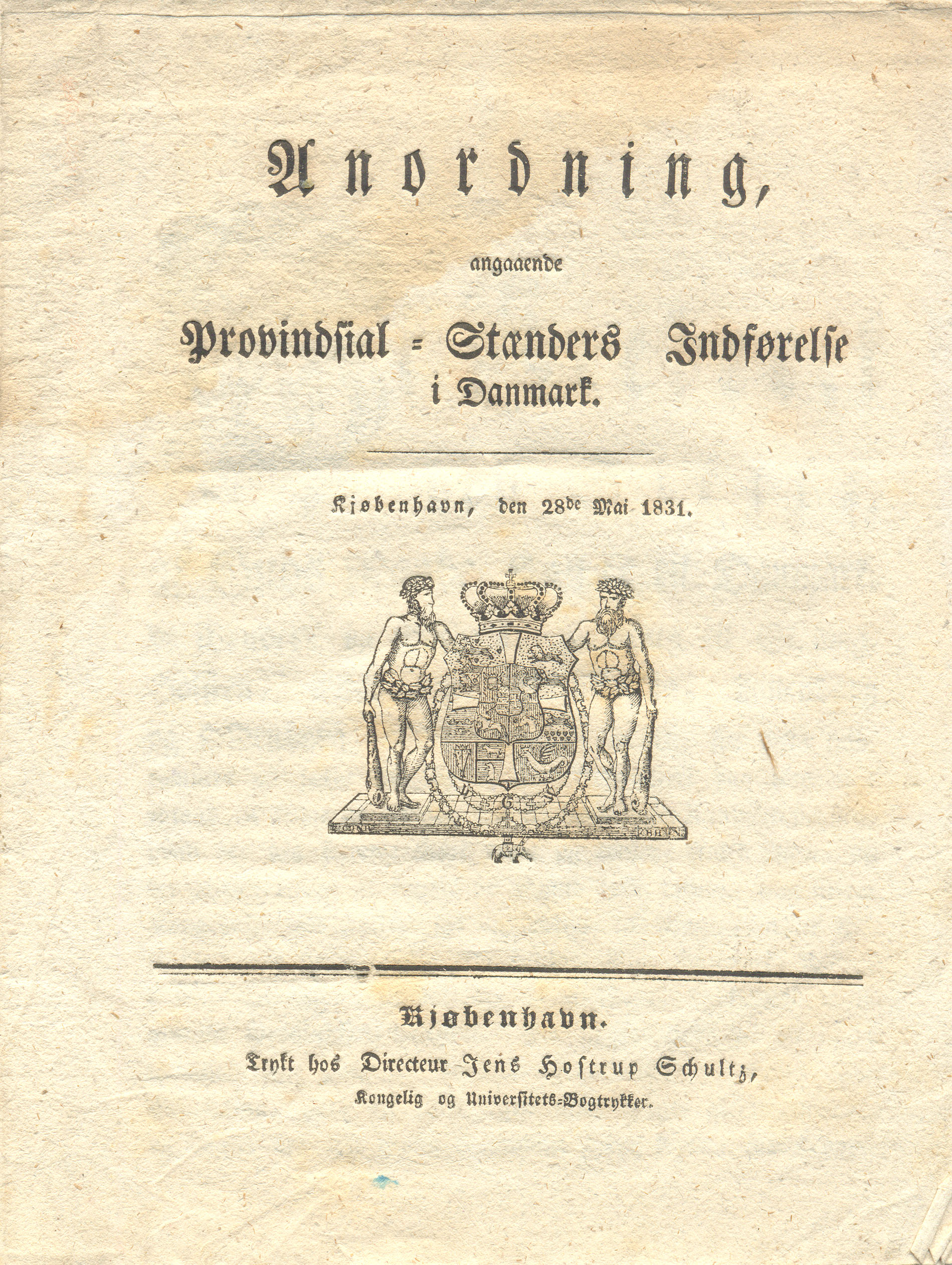
Première page du « Règlement concernant l'introduction des États provinciaux au Danemark, Copenhague, 28 mai 1831 »

Le droit danois est le droit appliqué au Danemark qui était, à l'origine, fondé sur les droits régionaux dont le principal était le Codex Holmiensis (aussi appelé le Code de Jutland de 1241). Le Code danois de 1683 promut l’unité légale.
Le droit a été développé à la suite des décisions judiciaires et des décrets royaux. 

## Histoire du droit danois
L'histoire du droit danois se caractérise par une forte fragmentation du droit pendant une longue période. La réception du droit romain qui a, dans beaucoup régions européennes, permis d'établir un certain degré d'unité légale n’a pas eu lieu. Dès la fin du Moyen Âge, des lois territoriales ont été adoptées dans les grandes unités territoriale qui ont été complétées par des normes impériales – tendance qui s'est par ailleurs renforcée avec l’absolutisme dès 1660. Les lois de Scanie et de Zélande sont alors codifiés par Erich et Waldemar. L'exception est le Code de Jutland promulgué dès 1241 par Valdemar II.
Les évolutions eut lieu avec la réforme de 1536 avec le renforcement de l’église et du pouvoir royal. La Cour royale adopta plusieurs décisions en matière judiciaire dont certaines sont préservées. L'unité légale du Danemark eu lieu à l'introduction de l’absolutisme en 1683 par l'adoption du Code danois (Danske Lov), le premier code en langue locale. L'influence européenne, en particulier la doctrine du droit naturel et la philosophie des Lumières, a été renforcée. La doctrine de la séparation des pouvoirs fut mis en œuvre dès 1700. Les principes de liberté d'expression, de liberté de réunion, de liberté d'association, de liberté de religion, le principe nulla poena sine lege et le droit au procès ont été accordés par la Loi fondamentale de 1849.
La formation juridique au Danemark a longtemps été inférieure à celle des autres pays d'Europe. Malgré la création de l'Université de Copenhague en 1479, les étudiants danois se formaient à l'étranger. L'introduction de l’examen d’État pour les juges, avocats et fonctionnaires en 1736 servit de base à l'amélioration de la gestion de l’État.
Au XIXe siècle, l'impact des grandes cultures juridiques européennes ont continué d'avoir un impact au Danemark, en particulier le Code civil français. Le traitement scientifique et la systématisation du droit était basée sur les pandectistes allemands, notamment Friedrich Carl von Savigny et Rudolf von Jhering, et dans le droit pénal Franz von Liszt. La figure de proue de cette pratique au Danemark était, au début du XIXe siècle, Anders Sandøe Ørsted. 
À l'instar des juristes allemands et la société anglaise pour la promotion des sciences sociales, des réunions de juristes nordiques (De Nordiske Juristenmøder) ont émergé en 1872 et sont la base de la coopération juridique des pays scandinaves de nos jours. Les résultats importants de ce travail sont la loi sur le taux de change de 1880, les lois sur le registre du commerce et les lois sur les marques de commerce.
Au début du XXe siècle, le libéralisme et l'individualisme ont laissé la place à une forte intervention de l’État. Les réformes sociales des dernières années du XIXe siècle ont servi de base pour le modèle scandinave, lesquelles ont été de nouveaux réformés dans les années 1930.

## Sources du droit
Lors de la première moitié du XXe siècle, la hiérarchie des normes était la suivante : législation, le droit coutumier, les précédents, l'analogie et la « nature des affaires ». Alf Ross fit cependant perdre le statut de source du droit à l'analogie.

### Constitution
La Constitution est la loi suprême du Danemark. Elle s'applique à tous les territoires du Danemark, c'est-à-dire au Danemark continental, aux îles Féroé et au Groenland. 

### Droit de l’Union européenne
La loi sur l’adhésion du Danemark à l’Union européenne reconnait l'effet direct dans son paragraphe 3. 
L'hypothèse d'un conflit entre le droit de l'Union et la Constitution rend peu vraisemblable l'hypothèse d'un conflit entre les deux normes du fait du caractère modeste des droits fondamentaux qui y sont garantis. Cependant, si un tel conflit venait à apparaître, la doctrine semble indiqué qu'il serait tranché en faveur de la Constitution.

### Droit international
L'article 19 de la Constitution dispose :

« Le Roi agit au nom du Royaume dans les affaires internationales. Pourtant, il ne peut, sans le consentement du Folketing, faire aucun acte ayant pour résultat d'étendre ou de réduire le territoire du Royaume ni accepter aucune obligation dont l'accomplissement nécessite le concours du Folketing ou qui soit par ailleurs d'importance considérable. Le Roi ne peut non plus, sans le consentement du Folketing, dénoncer une convention internationale conclue avec l'assentiment du Folketing. »

Le roi a donc la compétence d'agir pour le royaume dans les affaires internationales, tout en prévoyant le consentement du Folketing.

### Législation
L'article 3 de la Constitution dispose que le pouvoir législatif est exercé conjointement par le roi et le Folketing.

### Jurisprudence
La pratiques des juridictions n'a pas de rôle d'autorité contrairement à celle des juridictions des États de common law. Cependant, ces cours prennent aussi un rôle actif dans la définition du contenu du droit.
En tant que source du droit, la jurisprudence permet de déterminer la légalité des lois, d'interpréter les lois et de développer des règles dans les matières non codifiées.

### Forholdets natur
L'expression « Forholdets natur » désigne la « tradition de la culture », c'est-à-dire les traditions culturelles et légales importantes pour l’analyse légale ou pour déterminer l’application d'une source légale. L'expression fait référence à l'idée de justice, d'égalité, et de faisabilité vis-à-vis des besoins sociétaux et de l’évolution commune. La qualité de source du droit de la « tradition de la culture » est disputée par la doctrine.

## Sources
- (en) Cet article est partiellement ou en totalité issu de l’article de Wikipédia en anglais intitulé « Law of Denmark » (voir la liste des auteurs).

## Compléments